# Mighty Wanderers Football Club
Il Mighty Muruku Wanderers Football Club, noto semplicemente come Mighty Wanderers, è una società calcistica con sede nella città di Blantyre, nel Malawi. Milita nella TNM Super League, la massima serie del campionato malawiano.

## Storia
Il Mighty Wanderers FC fu fondato nel 1962 (anche se alcune fonti riportano il 30 novembre 1961) da alcuni immigrati portoghesi a Blantyre. I fondatori del club erano tifosi del Porto, tanto che decisero di importare i colori bianco e blu nello stemma del club.
Per motivi di sponsorizzazione, la squadra ha assunto diversi normi, tra cui Limbe Leaf Wanderers, Telecom Wanderers, MTL Wanderers, Be Forward Wanderers (2014-2020).
Nel 2014, il club ha ottenuto la sponsorizzazione di circa 70 milioni di Kwacha del Malawi da Be Forward, un esportatore di automobili giapponese.
Nel 2017, allenato da Yasin Osman, i Wanderers hanno conquistato il titolo di campioni del Malawi, dopo 11 anni dall'ultima volta.
Al termine della sponsorizzazione con il rivenditore di auto giapponesi Be Forward, nel gennaio 2021 il club assume la denominazione di Mighty Wanderers FC.
Nel 2022 il club concorda una sponsorizzazione con la piattaforma finanziaria di servizi Muruku. Cosa che prevede il cambio di denominazione da parte del club in Mighty Muruku Wanderers Football Club.

## Palmares

### Competizioni nazionali
- Campionato malawiano: 6

1990, 1995, 1997, 1998, 2006, 2017
- Coppa del Malawi: 3

2005, 2012, 2013
- Malawi FAM Charity Shield: 4

2004, 2006, 2016, 2019
- Kamuzu Cup: 4

1976, 1982, 1985, 1997

## Organico
Aggiornato al 28 settembre 2022.
| N. |                   | Ruolo | Calciatore                |
| -- | ----------------- | ----- | ------------------------- |
| 1  | Malawi (bandiera) | P     | Richard Chipuwa           |
| 2  | Malawi (bandiera) | D     | Bongani Kaipa             |
| 3  | Malawi (bandiera) | D     | Miracle Chilamba          |
| 4  | Malawi (bandiera) | D     | Ted Sumani                |
| 5  | Malawi (bandiera) | D     | Peter Cholopi             |
| 27 | Malawi (bandiera) | A     | Miracle Gabeya            |
| 7  | Malawi (bandiera) | D     | Francis Mulimbika         |
| 9  | Malawi (bandiera) | C     | Vincent Nyangulu          |
| 10 | Malawi (bandiera) | C     | Yamikani Chester          |
| 11 | Malawi (bandiera) | C     | Alfred Manyozo (capitano) |
| 12 | Malawi (bandiera) | D     | Stanley Sanudi            |

| N. |                   | Ruolo | Calciatore       |
| -- | ----------------- | ----- | ---------------- |
| 14 | Malawi (bandiera) | C     | Chiukepo Msowoya |
| 16 | Malawi (bandiera) | P     | Pilirani Mapira  |
| 17 | Malawi (bandiera) | C     | Isaac Kaliati    |
| 18 | Malawi (bandiera) | D     | Roben Ngalande   |
| 21 | Malawi (bandiera) | P     | William Thole    |
| 22 | Malawi (bandiera) | A     | Aubrey Maloya    |
| 24 | Malawi (bandiera) | C     | Misheck Botomani |
| 25 | Malawi (bandiera) | C     | Felix Zulu       |
| 28 | Malawi (bandiera) | A     | Misheki Botomani |
| 29 | Malawi (bandiera) | A     | Muhammad Sulumba |
| 30 | Ghana (bandiera)  | C     | Adeleke Kalaole  |